# Mars (svensk skib)
 For alternative betydninger, se Mars. (Se også artikler, som begynder med Mars)
Mars, også kendt af sine samtidige som Makalös og ifølge traditionen som Jutehataren ("Danskhataren"), var et af de største skibe for sin tid. Det blev færdigbygget 1564. Det var admiral Jakob Bagges flagskib, og gik øjeblikkeligt ned efter krudtkammeret eksploderede i det Første slag ved Ölands nordlige spids. Ombord var 500-600 svenskere og 300-400 lübeckere, der havde taget skibet i besiddelse, og de blev alle dræbt. Jakob Bagge var tidligere ført over på Lübecks flagskib Engelen, hvor han blev holdt fanget. Mars, som blev anset for verdens største skib på sin tid, blev fundet på bunden udenfor Öland i sommeren 2011.

## Omtale i viser
Skibet er blevet genstand for forskellige viser. Den danske vise Mageløs's Endeligt fra 1564 er en smædesang omhandlende destruktionen af skibet, samt den svenske konge Erik 14. af Sverige og den nordiske syvårskrig. I visen beskyldes den svenske konge for at have startet krigen. Reelt var det dog den danske konge, der startede krigen.
Andre digtere har også skrevet sange om skibets endeligt, herunder den danske digter Hans Lauridsen Amerinus som i 1573 på latin forfattede et digt hvor den oversatte strofe "Makalös, du hovmodige skib" indgik.
Ligeledes er der en tysk sang om hændelsen.